# ماتيوس بيريرا (لاعب كرة قدم مواليد 1997)
     لشخصية أخرى تحمل اسم ماتيوس بيريرا، طالع ماتيوس بيريرا (توضيح).

ماتيوس بيريرا هو لاعب كرة قدم برازيلي، ولد في 31 يناير 1997 في ريو دي جانيرو في البرازيل.

## وصلات خارجية
- ماتيوس بيريرا على موقع رابطة كرة القدم اليابانية للمحترفين (اليابانية)
- ماتيوس بيريرا على موقع قاعدة بيانات كرة القدم.إي يو (الإنجليزية)
- ماتيوس بيريرا على موقع Soccerway.com (الإنجليزية)
- ماتيوس بيريرا على موقع عالم كرة القدم.نت (الإنجليزية)